# Фотонний комп'ютер
Оптичний комп'ютер - комп'ютер, заснований на використанні оптичних процесорів. На відміну від звичайних комп'ютерів, заснованих на електронних технологіях, в оптичних комп'ютерах операції виконуються шляхом маніпуляції потоками оптичного випромінювання, що дозволяє досягти більшої продуктивності обчислень .

## Переваги оптичних технологій
- Принципове підвищення продуктивності
- Можливе зменшення розмірів елементів схем
- Знижується споживана потужність

## Перші оптичні комп'ютери

### Оптичний комп'ютер компанії«Bell Labs»
Перший макет оптичного комп'ютера був створений в 1990 році Аланом Хуаном у (Bell Labs) . Процесор другого покоління носив назву «DOC-II» (англ. Digital Optical Computer - цифровий оптичний комп'ютер) і був здатний перевіряти до 80 тис. сторінок тексту в секунду при виконанні команди пошуку слова.

### Оптичний комп'ютер компанії«Lenslet»
Компанією «Lenslet» був випущений єдиний на даний момент комерційний оптичний процесор EnLight256 . Особливістю його архітектури є те, що в той час, як ядро засноване на оптичних технологіях, всі входи і виходи - електронні. Цей процесор здатний виконувати до 8 × 10  12  операцій в секунду. Комп'ютер на базі EnLight256 здатний обробляти 15 відеоканалів стандарту HDTV в режимі реального часу і дозволяє створити новий напрям в голографічному 3D TV.

## Перші прототипи 32-нм оптоелектронних чипів
У 2009 році професорами Массачусетського технологічного інституту Володимиром Стояновичем і Радживом Ремом було запропоновано використовувати для створення оптоелектронних пристроїв, в тому числі і оптичних процесорів, звичайний технологічний процес виготовлення напівпровідникових процесорів, заснований на 32-нм технології. За їхніми розрахунками це дозволить досягти більшого.